# Luigi Galvani
Luigi Galvani (Bologna, 9 settembre 1737 – Bologna, 4 dicembre 1798) è stato un fisiologo, fisico e anatomista italiano, ricordato per la scoperta dell'elettricità biologica che da lui prende il nome di «galvanismo», e di alcune applicazioni di questo, come la cella elettrochimica, il galvanometro e la galvanizzazione.

## Biografia

### Gli anni della formazione
Luigi Galvani nacque il 9 settembre del 1737 a Bologna da Domenico Galvani e Barbara Foschi, donna di buona famiglia bolognese. Galvani e il suo fratellastro maggiore, Francesco, trascorsero un'infanzia serena e piuttosto agiata, di cui si hanno poche notizie, in una casa della via oggi detta via Guglielmo Marconi a Bologna.

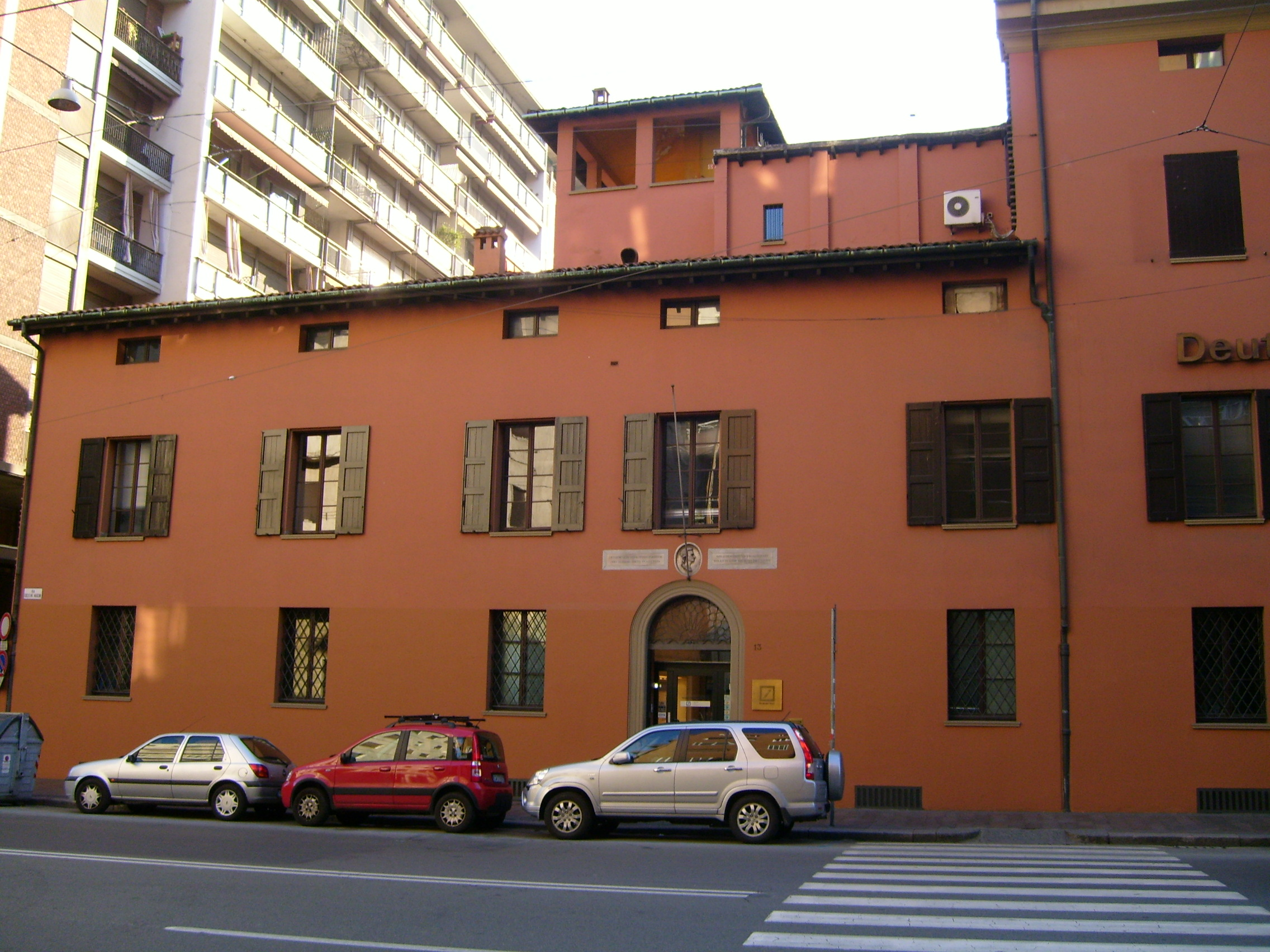
Casa di Galvani a Bologna

Un ruolo fondamentale nell'istruzione del giovane Galvani va attribuito all'educazione ricevuta dai Padri Filippini dell'oratorio di San Filippo Neri. L'ordine si ispira agli ideali del cattolicesimo illuminato promosso da Ludovico Antonio Muratori e importato a Bologna da Prospero Lorenzo Lambertini (vescovo della città e, dal 1740, Papa con il nome di Benedetto XIV), e si prodiga al fine di incentivare iniziative volte al miglioramento della vita dei cittadini attraverso il ritorno ad una religiosità più razionale e meno superstiziosa (si è parlato, a questo proposito, di regolata devozione). Probabilmente Galvani fu allievo anche di Giambattista Roberti, un padre gesuita professore di Filosofia e Sacre Scritture, il quale, pur appartenendo ad un ordine religioso differente, condivideva il moderatismo religioso dei padri filippini.
Già dalle sue prime esperienze studentesche appare il suo orientamento di vita: sempre convinto sostenitore dei valori cristiani su cui si fondava la sua educazione; l'importanza attribuita al metodo sperimentale nell'indagine sulla natura; l'idea che il sapere dovesse avere come fine l'utile della società. È emblematica, a tale proposito, la decisione, di molto posteriore, di non giurare fedeltà alla Repubblica Cisalpina instaurata in Italia da Napoleone Bonaparte, come veniva richiesto a tutti i dipendenti pubblici, compresi i docenti universitari: scelta in linea con un libretto uscito in quegli anni in cui l'autore, di formazione filippina, sosteneva l'incompatibilità fra la fede cattolica e gli ordinamenti politici napoleonici.

### Gli studi di Medicina
La famiglia di Galvani era in linea con il cattolicesimo illuminato di Ludovico Antonio Muratori, tanto che alcuni riconducono agli ideali muratoriani la scelta, piuttosto inusuale per i figli delle classi mercantili, di iscrivere all'università i fratelli Galvani. Mentre Francesco Galvani venne avviato allo studio del diritto canonico per poi intraprendere con successo la carriera di avvocato, Luigi Galvani si iscrisse alla facoltà di Medicina e Filosofia. Nonostante lo zio Giuseppe Galvani, fratello di Domenico, avesse vestito gli abiti ecclesiastici, Galvani preferì questa strada perché, secondo gli ideali filippini e muratoriani, il clero secolare non solo era bisognoso di profonde riforme, ma anche decisamente troppo numeroso.

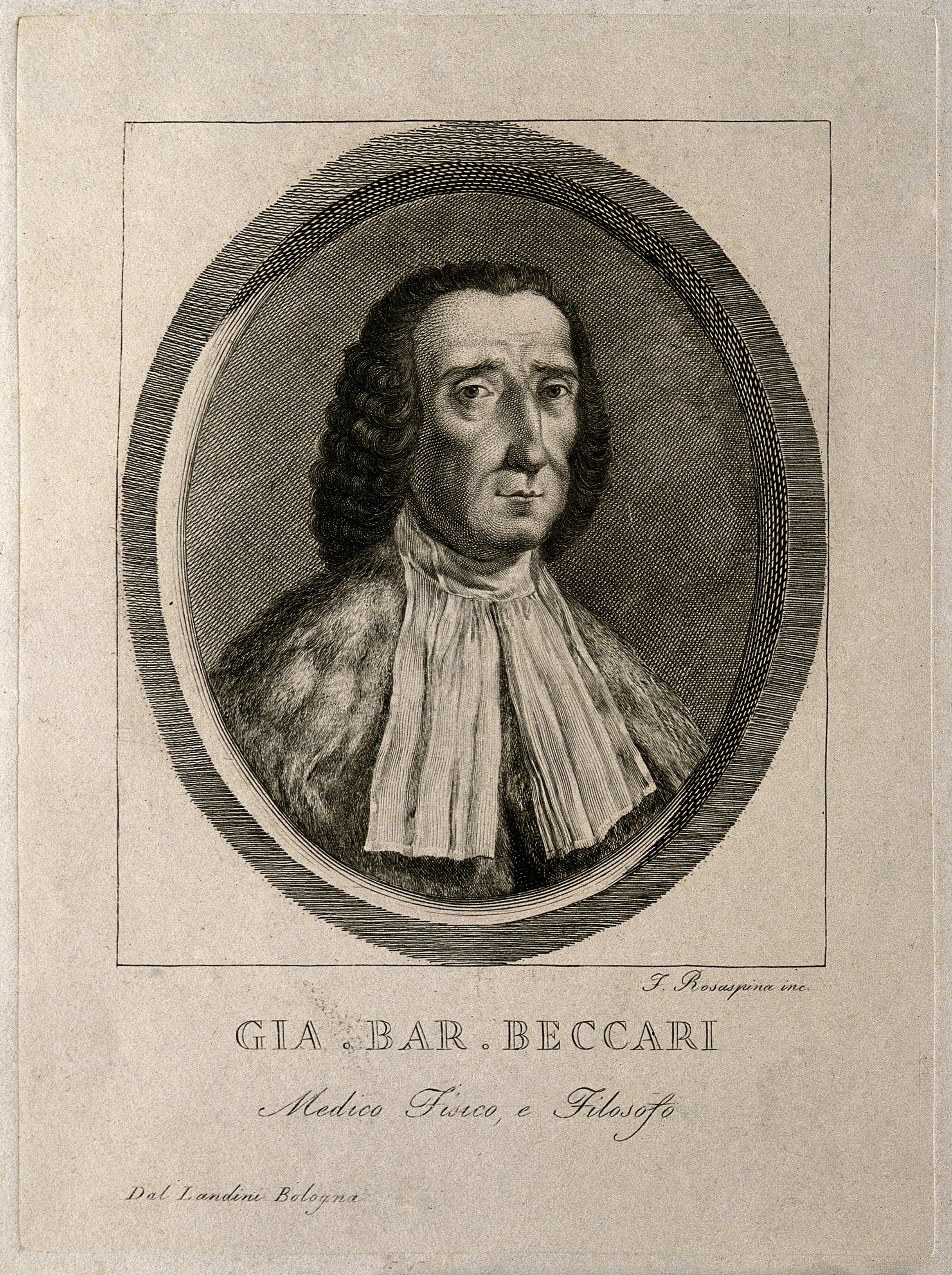
Ritratto di Jacopo Bartolomeo Beccari, incisione di Francesco Rosaspina

Galvani iniziò a frequentare la Scuola di Medicina dell'Università di Bologna nel 1754, laureandosi cinque anni dopo. In quegli anni, il professore e maestro della Facoltà di Medicina era Jacopo Bartolomeo Beccari, allievo di Marcello Malpighi. Galvani rimase profondamente impressionato dal metodo di insegnamento di Beccari, che, accanto alla medicina tradizionale, proponeva ai suoi studenti le scoperte degli scienziati più recenti (come lo studio malpighiano sulle ghiandole), e insisteva nell'importanza da attribuire alle parti solide dell'organismo in netto contrasto con la teoria umorale ippocratica. Decisiva nella sua formazione universitaria fu anche l'influenza di Domenico Gusmano Galeazzi, (4 agosto 1686-30 luglio 1775) professore di Fisica Medica dell'Istituto e futuro suocero di Galvani, che, mentre in aula insegnava i fondamenti per la conoscenza della scienza medica, invitava a casa i suoi studenti per le dissezioni anatomiche (pratica ripresa in seguito dallo stesso Galvani). Molto probabilmente fu proprio nel salotto di Galeazzi che Galvani sviluppò la passione per la conoscenza diretta dei fenomeni naturali e la convinzione che il corpo umano potesse essere manipolato. Occorre citare anche un altro importante personaggio che ebbe un ruolo fondamentale nell'istruzione del giovane Galvani: Giovanni Antonio Galli, professore di Ostetricia, a cui egli succederà nel 1782.
Questi tre personaggi (Beccari, Galeazzi e Galli) ebbero un'influenza decisiva nella formazione universitaria di Galvani e rappresentano perfettamente la figura dell'intellettuale ricettivo nei confronti degli indirizzi scientifici emersi fra Seicento e Settecento, e, allo stesso tempo, fortemente radicato nella tradizione medica.

### Carriera accademica
Dopo aver frequentato l'Università e l'Istituto delle scienze a Bologna, Galvani cominciò a recarsi negli ospedali cittadini per apprendere la pratica medica. In quel periodo a Bologna erano attivi nove ospedali: tra i principali, quelli di Santa Maria della Vita e di Santa Maria della Morte, San Giobbe, San Lazzaro e Sant'Orsola. Galvani frequentò quello di Santa Maria della Morte, dove fece richiesta per diventare assistente, privilegio concesso solo agli studenti migliori del corso di Medicina che avevano terminato il corso di studi ma non avevano ancora conseguito la laurea. La sua richiesta fu respinta, ma fortunatamente qualche anno dopo (nel 1764) gli fu concesso di diventare sostituto del suo maestro, Giovanni Antonio Galli, che operava presso il Sant'Orsola.
Dopo aver conseguito, nel luglio 1759, il titolo di dottore in Filosofia e Medicina, Galvani si trovò di fronte ad un bivio, dovendo scegliere fra l'esercizio della professione medica e la possibilità di diventare insegnante universitario. Ben presto Galvani si rese conto che il ruolo di docente universitario lo avrebbe costretto a fare a meno di:
(Luigi Galvani)
 Nonostante questa consapevolezza, egli decise di dedicarsi alla carriera accademica.

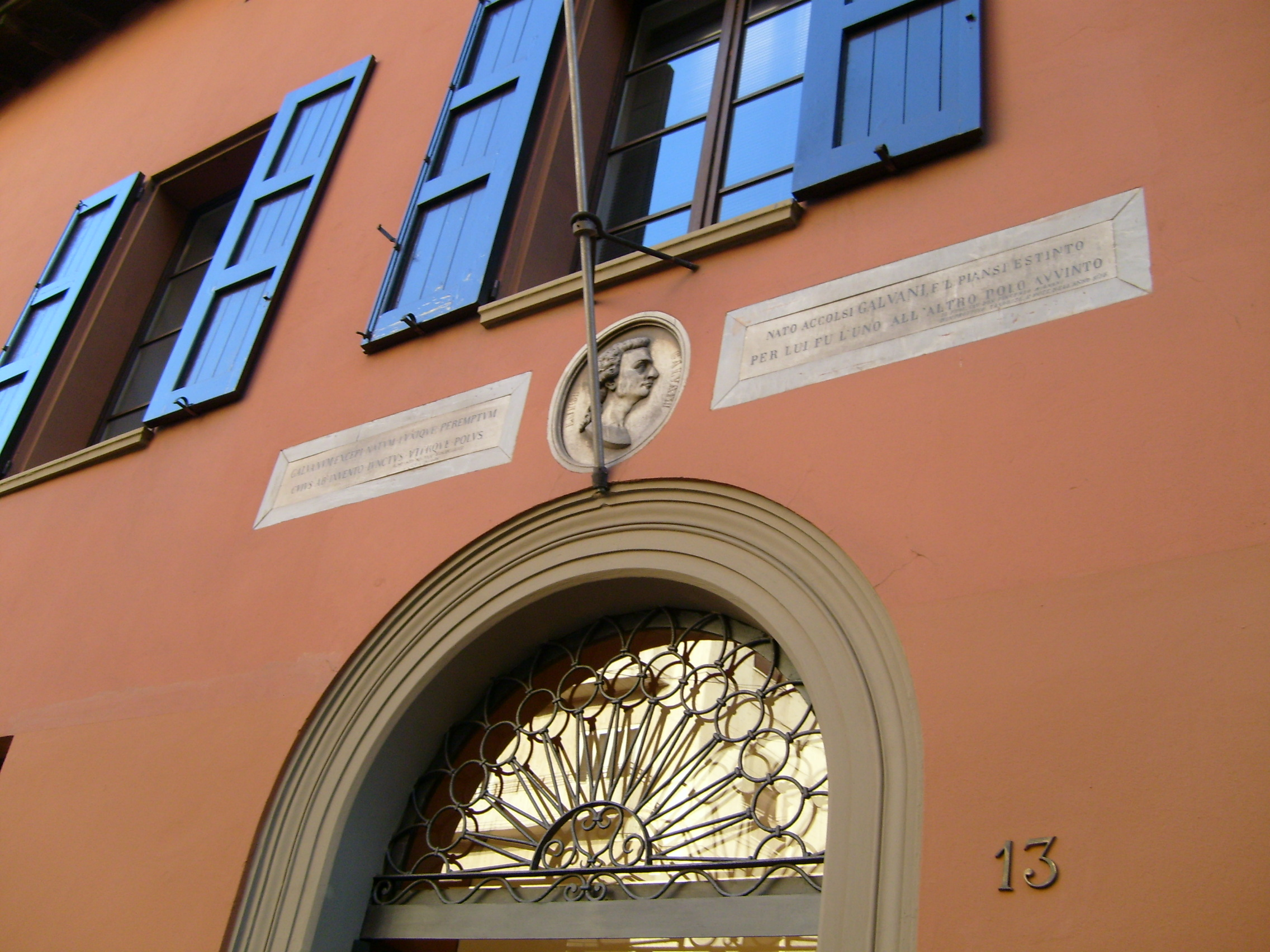
Lapide e ritratto a medaglione sulla casa di Galvani a Bologna

Grazie alla raccomandazione avuta dal fratellastro Francesco, nel 1762 Galvani entrò nell'Accademia dei Vari, ambiente che contribuì ad arricchire le sue doti di oratore e di ricercatore e che gli permise di conoscere esponenti della nobiltà che furono determinanti per la sua carriera accademica. Nel gennaio dello stesso anno, Galvani lesse i suoi primi discorsi pubblici in due sedute dell'Accademia delle Scienze di cui era stato eletto "alunno" l'anno precedente. In giugno presentò una serie di tesi da discutere nell'Archiginnasio per ottenere un posto nell'insegnamento universitario.
L'impegno di Galvani fu ben ripagato: nel 1763, infatti, ottenne sia il titolo di Anatomico Ordinario, ruolo ricoperto anche dai suoi maestri, Beccari e Galeazzi, che quello di lettore di Medicina. Nel 1766 si rese vacante il posto di custode delle Camere di Anatomia dell'Istituto delle Scienze. Tale posto non venne messo a concorso ma l'Assunteria di Istituto propose come unico nome quello di Galvani. Grazie anche all'appoggio del suocero, egli riuscì ad ottenere questo incarico e a diventare accademico benedettino. Tali posizioni lo costringevano a diversi obblighi, fra cui quello di tenere all'Accademia delle Scienze almeno una dissertazione all'anno. Egli inoltre doveva tenere lezioni di Anatomia non solo a studenti di medicina, ma anche a pittori e scultori, preferendo l'uso di modelli in cera ai cadaveri e alle illustrazioni. Nel 1768 presiedette la famosa funzione anatomica, un vero e proprio spettacolo che si svolgeva presso il teatro anatomico dell'Archiginnasio.

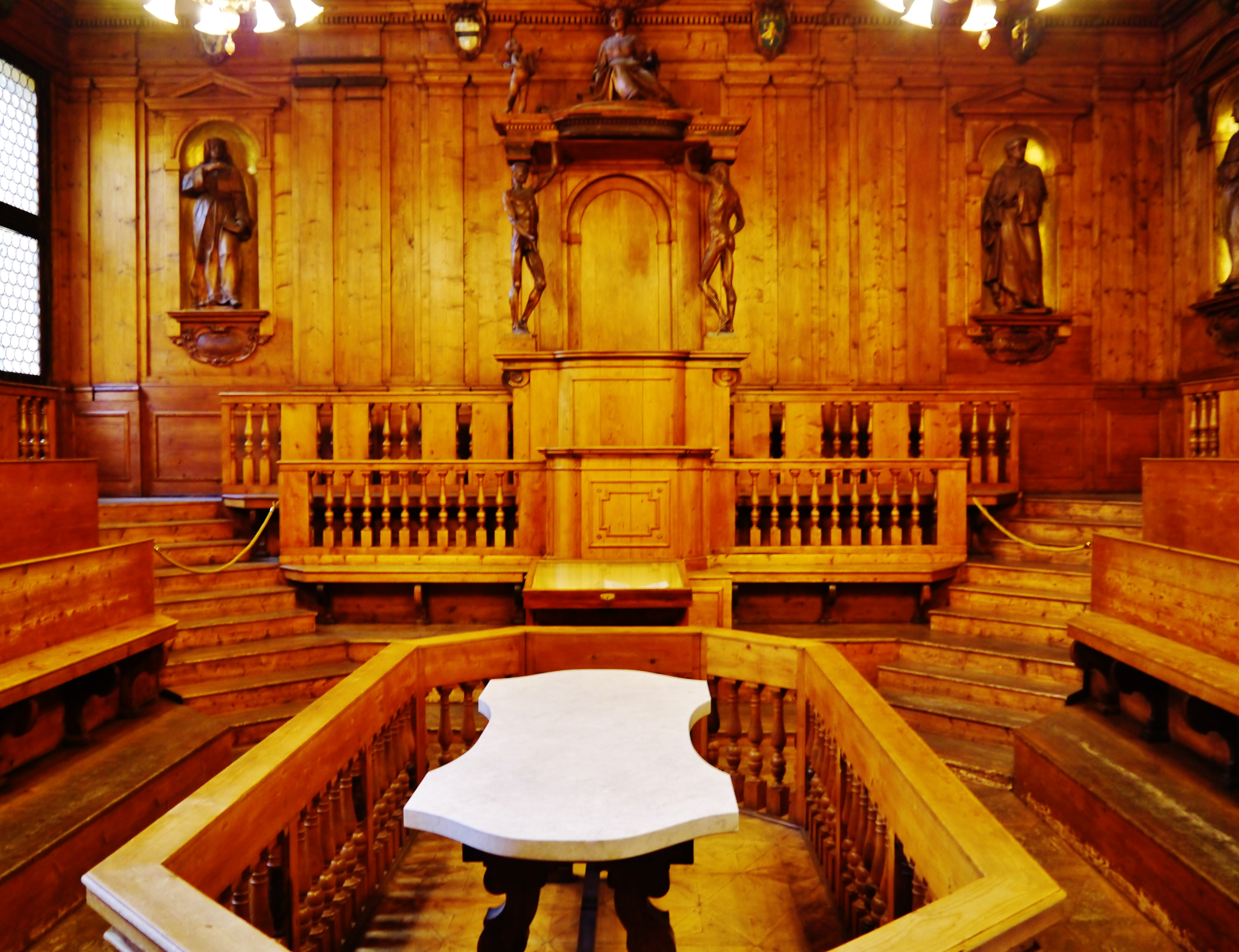
Il teatro anatomico

Nel 1780 gli viene offerta, per la terza volta nella sua carriera, l'opportunità di tenere un corso pubblico di Anatomia nel Teatro dell'Archiginnasio: è interessante sottolineare che la prima disputa si tenne con il Priore degli Scolari (la massima autorità studentesca dell'epoca) poiché nessuno dei docenti a cui spettava il compito di disputare con Galvani si presentò. La tematica pregnante su cui Galvani aveva fondato il corso era il ruolo fondamentale dell'elettricità nella vita dell'organismo: il corpo, infatti, veniva presentato come una macchina in grado di scambiare elettricità. La teoria presentata da Galvani traeva i suoi presupposti dalle pubblicazioni di Giovanni Battista Beccaria e dagli studi di Pierre Bertholon de Saint-Lazare e Francesco Giuseppe Gardini, i quali sostenevano che "il fluido o foco elettrico" fosse un principio universale e che la quantità di fluido presente determinasse le reazioni specifiche.

Nel 1782 Galvani ottenne un altro prestigioso incarico: infatti, pochi giorni dopo la morte di uno dei suoi mentori, Giovanni Antonio Galli, l'Assunteria del collegio benedettino lo incaricò di prendere il suo posto come professore di Ostetricia. Una novità assoluta rispetto al ruolo ricoperto in precedenza (Galvani era professore di Anatomia) con cui lo scienziato si dovette confrontare: oltre all'oggetto del corso di studi, cambiò anche l'uditorio, dal momento che ai corsi di ostetricia era molto elevata la percentuale di donne, che speravano di poter ottenere il ruolo di levatrice. Galvani ricoprì questo ruolo con molta dedizione e passione, come testimonia una fonte dell'epoca: 
Galvani, oltre alla cattedra, ereditò da Galli anche la collezione di modelli ostetrici oggi in mostra al Museo di Palazzo Poggi.

### Vita privata

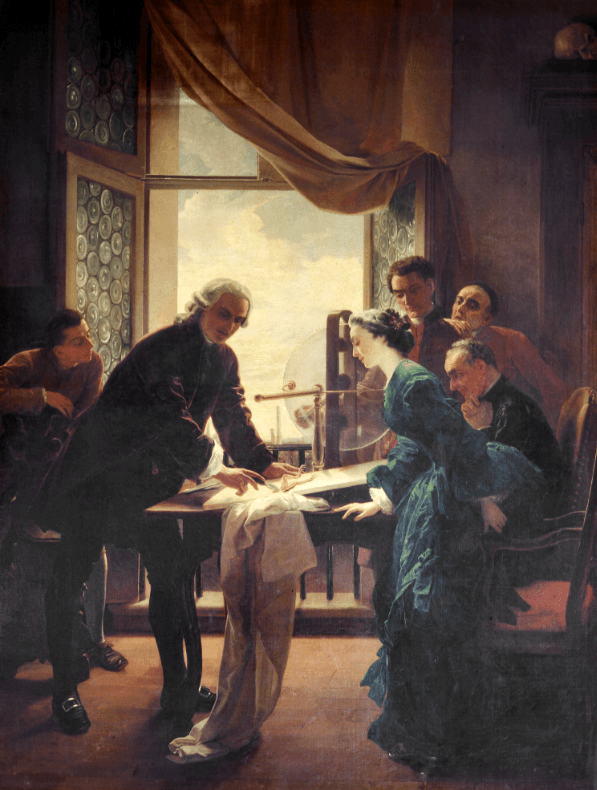
Antonio Muzzi, Luigi Galvani compie esperimenti con la macchina elettrostatica alla presenza dei familiari (1862), olio su tavola, coll. Museo di Palazzo Poggi

Nel gennaio 1764 Galvani aveva sposato intanto Lucia Maddalena Galeazzi. I due si erano incontrati per la prima volta in un luogo religioso, come si evince da un elogio scritto dallo stesso Galvani in onore della moglie. 
Lucia era una donna molto istruita con numerose doti culturali, tanto che spesso veniva chiamata a correggere gli scritti del marito. I due sposi si trasferirono in casa Galeazzi, sempre a Bologna, e Galvani prese il suocero a proprio modello sia nella vita privata che professionale.
Sotto il profilo privato a partire dal 1775 la vita di Galvani fu sconvolta da fatti piuttosto turbolenti: Gusmano Galeazzi, padre di Lucia nonché suo suocero, si era ammalato gravemente, e siccome l'amministrazione del patrimonio familiare spettava alla moglie, Paola Mini, costei su consiglio di una cameriera, che viveva a spese della famiglia Galeazzi, invitò i coniugi Galvani a trovare una nuova sistemazione.
La cacciata dalla casa del suocero fu un duro colpo per lo scienziato, non solo per il forte legame affettivo che nutriva nei confronti del suocero, ma anche perché Galvani aveva ereditato da lui il laboratorio di anatomia, in cui poteva svolgere in tranquillità i suoi esperimenti.
Gli anni successivi furono segnati da diversi lutti: dopo la morte nel 1775 del padre della moglie, Gusmano, seguì quella dei propri genitori, Barbara Foschi nel 1777 e Domenico Galvani nel 1778. Lo studioso riuscì ad uscire da questo periodo di reiterati lutti grazie all'aiuto della moglie e al sostegno della fede: il 19 giugno 1780 Galvani, dopo un anno di noviziato, divenne terziario francescano presso il convento di San Paolo in Monte: ancora oggi, all'entrata della chiesa di S. Paolo, chiamata anche dell'Osservanza, è possibile osservare una targa che commemora questo evento. Quando Napoleone giunse in Italia, Galvani si rifiutò di giurare fedeltà alla repubblica Cisalpina e perse la cattedra.

### Gli ultimi anni
Galvani continuò a ricoprire prestigiosi incarichi universitari fino al 1797, anno in cui si rifiutò di prestare giuramento di osservanza alla Costituzione Repubblicana, in quanto riteneva contrastasse con i suoi principi religiosi (egli era infatti divenuto un membro del Terz'Ordine Francescano nel 1780) e questo rifiuto portò alla sospensione di tutte le cariche pubbliche da lui rivestite e alla sua emarginazione.

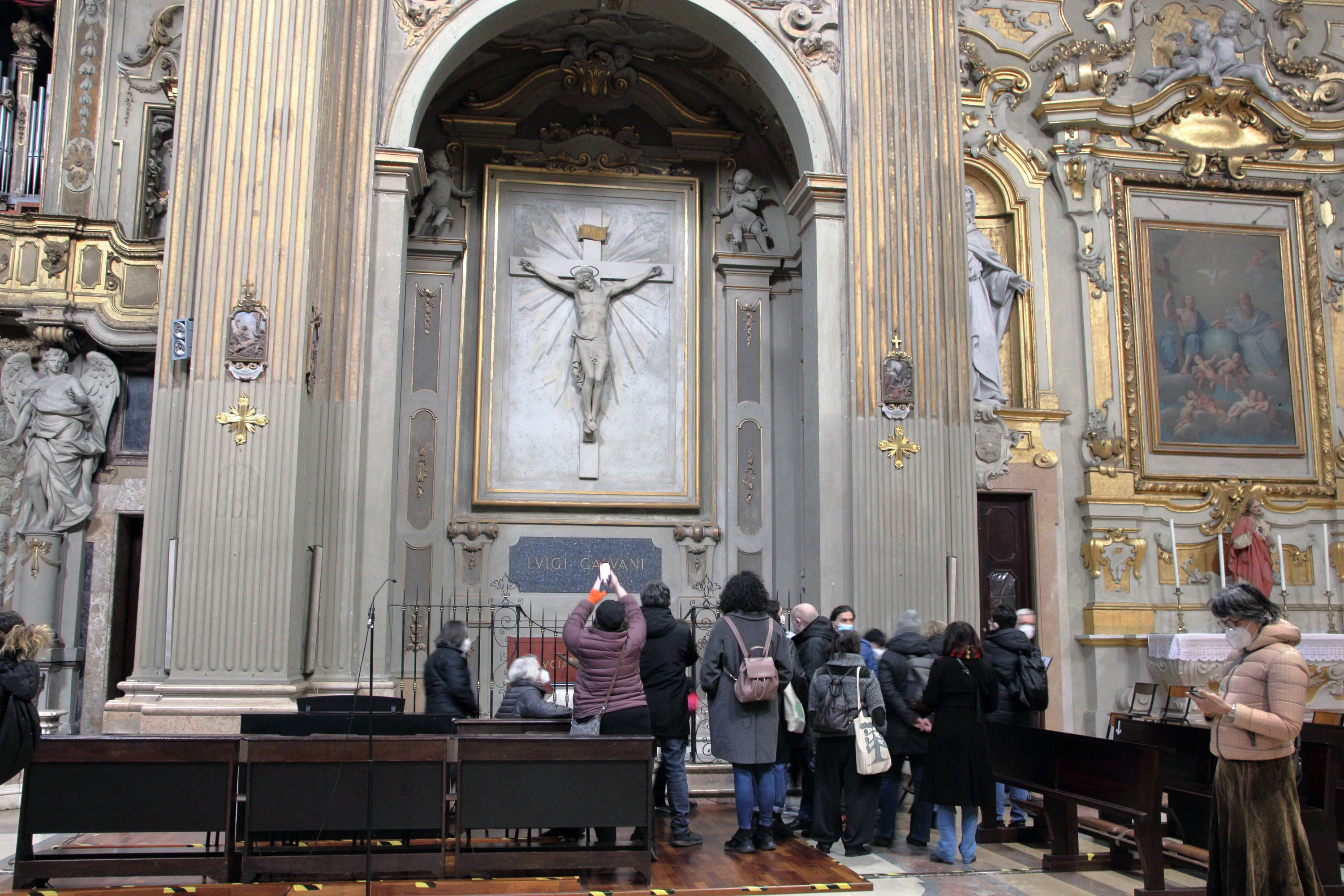
La cappella Galvani nella chiesa del Corpus Domini

Sotto il governo napoleonico, Galvani fu iscritto nel registro dei “professori emeriti” ma, ignaro di questo, decise di trasferirsi nella sua casa d'infanzia dove morì nel dicembre del 1798, dopo aver trascorso gli ultimi anni della sua vita ad occuparsi dei nipoti (in particolare Giovanni Aldini, con cui condivideva orientamento e idee politiche e Camilla, che lo aiutava a svolgere gli esperimenti in laboratorio): queste erano le sue attività fino a pochi mesi prima della sua morte, a testimonianza della sua grande passione per la scienza e per la comunità.
I coniugi Galvani vennero sepolti a Bologna in una cappella laterale della chiesa del Corpus Domini, sulla cui facciata ancora oggi si trova un'iscrizione che recita

## Lo studio dell'elettricità animale

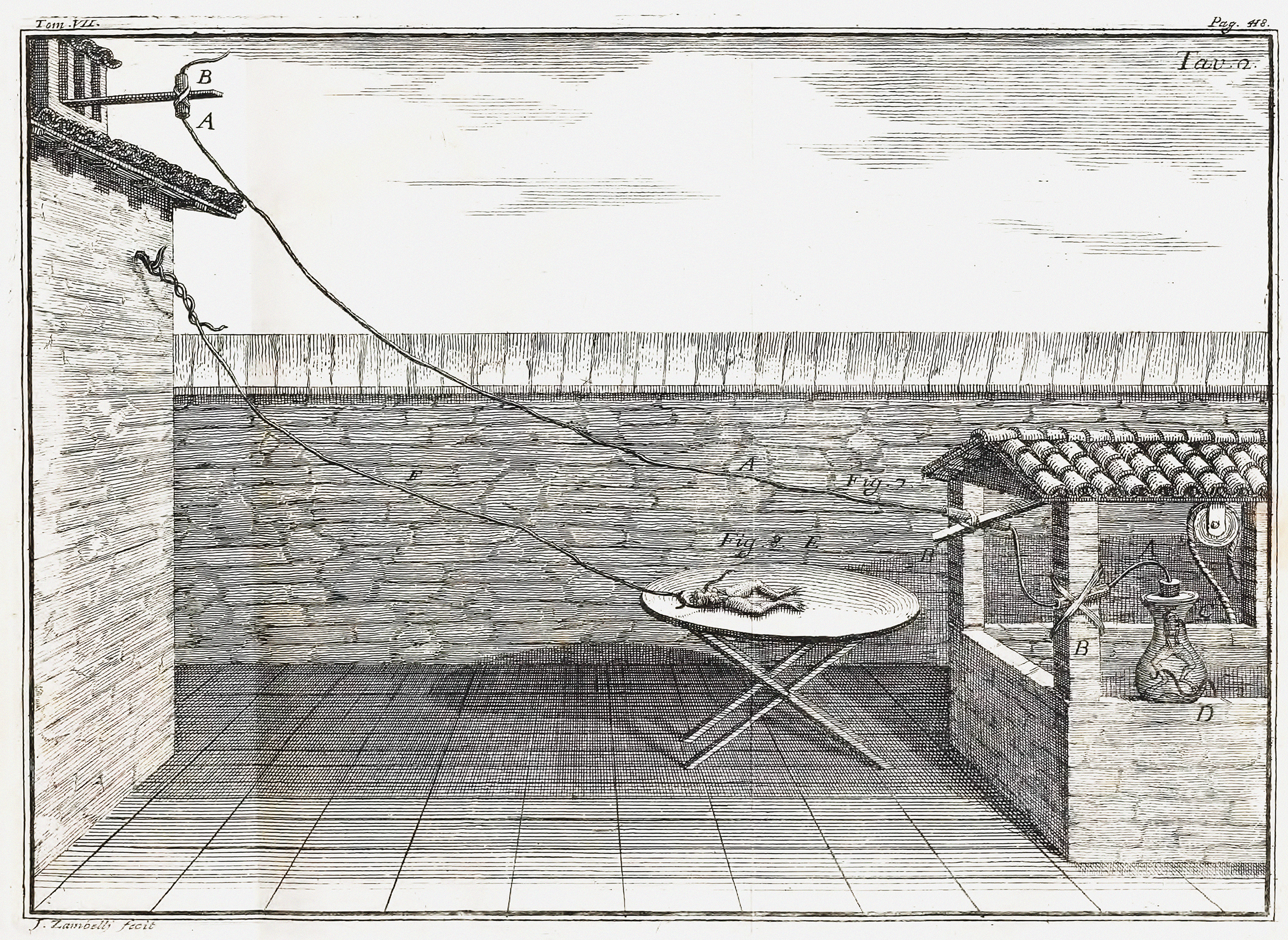
Disegno dell'esperimento che illustra l'eccitazione a distanza del nervo crurale di una rana per effetto di una scintilla rilasciata dal conduttore di una macchina elettrostatica

Gli studi per i quali Galvani è maggiormente ricordato riguardano la cosiddetta elettricità animale o «galvanismo». Gli anni ottanta furono cruciali per la sua attività scientifica: nel triennio 1780-1783 Galvani passava oltre sedici giorni al mese rinchiuso nel suo laboratorio, circondato da assistenti e personaggi autorevoli, come Francesco Sacchetti e Sebastiano Canterzani, e affiancato dalla moglie Lucia (alcuni attribuiscono a lei la scoperta del movimento nelle gambe delle rane). La scelta della rana come cavia per gli esperimenti scientifici non deve stupire: questa era, infatti, un animale comunemente usato in laboratorio, anche da scienziati illustri di poco precedenti come Marcello Malpighi. Le notizie riguardanti i dettagli dell'esperimento vengono fornite da Galvani stesso, che nel 1791 pubblicò il De viribus electricitatis in motu musculari, un opuscolo in cui erano illustrati tutti i processi che portarono alla scoperta dell'elettricità animale.
Alcuni fisiologi avevano mostrato sperimentalmente che uno stimolo applicato a un nervo causa la contrazione del muscolo ad esso collegato; Galvani stesso si accorse del fenomeno per la prima volta nel 1790, mentre dissezionava una rana. Egli scrisse infatti:
(Luigi Galvani)

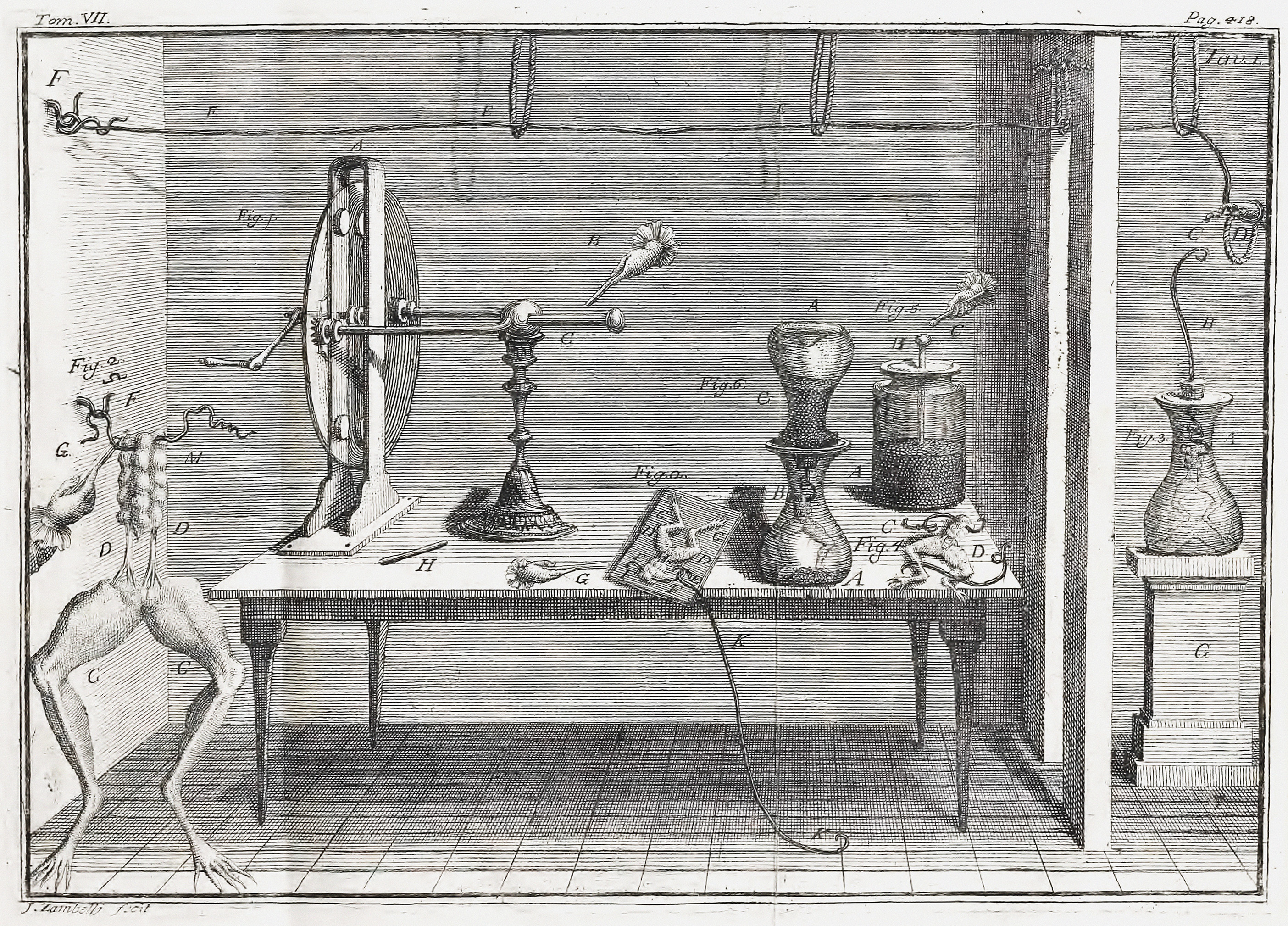
Illustrazione degli esperimenti di Galvani sull'elettricità animale

Galvani ipotizzò quindi una relazione fra elettricità e vita, definita «elettricità intrinseca all'animale», e decise di continuare a condurre esperimenti sulle rane, osservando il movimento dei muscoli in relazione alla carica elettrostatica con cui questi venivano toccati, in grado di produrre una loro contrazione. Egli ritenne che i muscoli, oltre ad essere dei rivelatori sensibilissimi, fossero dei "serbatoi" di elettricità.
Questa idea fu accolta con entusiasmo da molti fisiologi, ma incontrò la ferrea opposizione di altri colleghi, come Alessandro Volta, all'epoca stimato professore di fisica presso l'Università di Pavia. Volta credeva infatti che le contrazioni dei muscoli non fossero causate dall'elettricità presente nell'animale, ma fossero dovute ad un'irritazione dei nervi; mentre Galvani pensava che l'elettricità venisse prodotta e trasmessa dal cervello ai muscoli, e soltanto controllata attraverso i nervi.
Nonostante l'aspra polemica, entrambi i contendenti avevano in parte ragione: gli studi di Galvani furono fondamentali per l'invenzione della pila chimica, e incrementarono gli studi sui rapporti della chimica col galvanismo, che gli scienziati della nuova età romantica come Ritter interpretarono alla stregua di una forza vitale, non riducibile a cause materiali; mentre Volta, rimasto fedele ai principi del meccanicismo illuminista, costruì la pila voltaica.

## Scritti principali

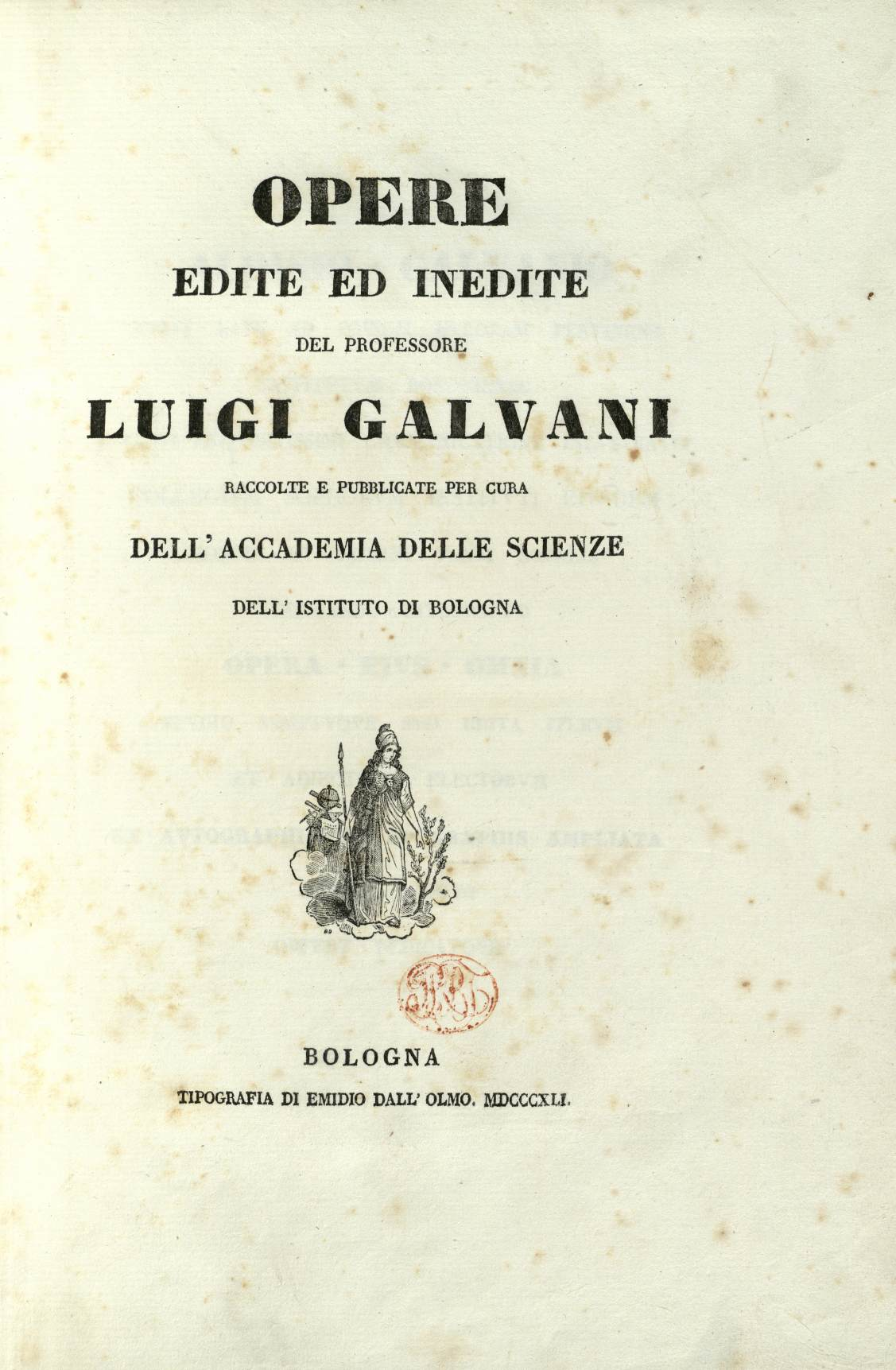
Opere, 1841

- De ossibus theses physico-medico-chirurgicae (1762)
- Elogio della moglie Lucia Galeazzi Galvani (1763)
- De Bononiensi Scientiarum et Artium Instituto atque Academia Commentarii (1767)
- Lezioni di anatomia. Prima lectio. Anno 1768
- Lezioni inedite di osteologia (1768-1786)
- De ossibus lectiones quattuor (1780)
- De volatilium aure (1783)
- De viribus electricitatis in motu muscolari (1791)
- Lettera al professore Don Bassiano Carminati (1792)
- De viribus electricitatis in motu musculari commentarius cum Joannis Aldini dissertatione et notis, Modena, Società tipografica, 1792.
- Dissertazione responsiva ad alcune difficoltà mosse contro l'elettricità animale (1793)
- Dell'uso e dell'attività dell'arco conduttore nelle contrazioni dei muscoli (1794)
- Memorie sulla elettricità animale, Bologna, Clemente Maria Sassi, 1797.
- Opere edite ed inedite, Bologna, Emidio Dall'Olmo, 1841.

## Monumenti e tributi

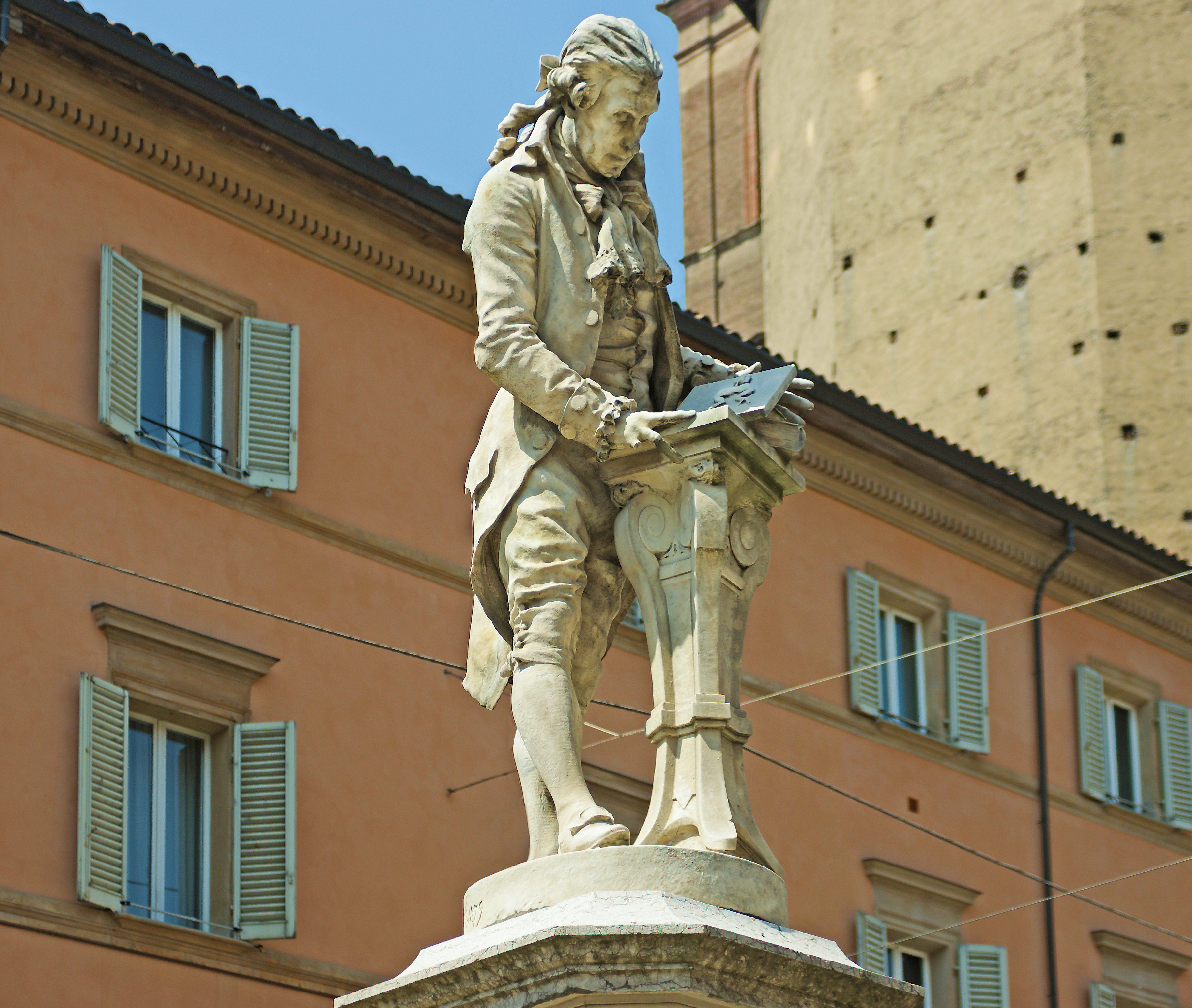
Adalberto Cencetti, statua di Galvani a Bologna

Molti sono i comuni che hanno reso omaggio a Galvani: tra i molti riferimenti è di una certa rilevanza la statua che lo raffigura durante i suoi celebri esprimenti con le rane sita nell'omonima piazza a Bologna, opera dello scultore romano Adalberto Cencetti.
Gli sono stati inoltre dedicati: un cratere lunare, un asteroide e numerosi istituti scolastici e vie delle città d'Italia.